# Tetrahydrocannabivarin
Tetrahydrocannabivarin (THCV) ist ein Cannabinoid. Es hat eine ähnliche Grundstruktur wie Tetrahydrocannabinol (THC).

## Medizinische Anwendung
Die Wirkung von Tetrahydrocannabivarin könnte in Kombination mit Metformin Diabetikern zu Nutze kommen.